# Araneus lenkoi
Araneus lenkoi là một loài nhện trong họ Araneidae.
Loài này thuộc chi Araneus. Araneus lenkoi được Herbert Walter Levi miêu tả năm 1991.